# Sarāb-e Robāţ
Sarāb-e Robāţ (persiska: سراب ذهابی, Z̄ahābī, Sarāb-e Z̄ahābī, سراب رباط) är en ort i Iran.   Den ligger i provinsen Lorestan, i den västra delen av landet, 400 km sydväst om huvudstaden Teheran. Sarāb-e Robāţ ligger 1 379 meter över havet och antalet invånare är 432.
Terrängen runt Sarāb-e Robāţ är huvudsakligen kuperad. Sarāb-e Robāţ ligger nere i en dal.Runt Sarāb-e Robāţ är det ganska tätbefolkat, med 72 invånare per kvadratkilometer. Närmaste större samhälle är Khorramābād, 18,8 km söder om Sarāb-e Robāţ. Trakten runt Sarāb-e Robāţ består i huvudsak av gräsmarker.